# Черкасовка (Амурская область)
Черка́совка — село в Ивановском районе Амурской области России. Входит в состав Ерковецкого сельсовета.

## География
Село Черкасовка стоит на левом берегу реки Козловка (правый приток Ивановки, бассейн Зеи).
Дорога к селу Черкасовка идёт на северо-восток от районного центра Ивановского района села Ивановка через Луговое, Константиноградовку и Ерковцы (расположены на автодороге областного значения Ивановка — Екатеринославка (Поздеевка)).
Расстояние до административного центра Ерковецкого сельсовета села Ерковцы — 10 км, расстояние до районного центра села Ивановка — 44 км.

## Население
| 2002 | 2010 | 2012 | 2013 | 2014 | 2015 | 2016 |
| ---- | ---- | ---- | ---- | ---- | ---- | ---- |
| 73   | ↘41  | ↘39  | ↘33  | →33  | ↘32  | ↘31  |
| 2017 | 2018 |      |      |      |      |      |
| ↗33  | →33  |      |      |      |      |      |

## Улицы
В селе имеются две улицы: Зелёная и Центральная.

## Экономика
Сельскохозяйственные предприятия Ивановского района.